# 페루 분쟁
페루 분쟁(스페인어: Conflicto en el Perú)은 1980년부터 현재까지 진행 중인 페루 정부와 반군 사이의 분쟁이다. 현재 페루 공산당의 무장조직인 인민유격대(Ejército Guerrillero Popular)가 정부군과 항쟁하고 있으며, 1982년에서 1997년까지는 투팍 아마루 혁명운동도 싸움에 가담했었다. 1980년 이래로 페루 분쟁으로 70,000 명의 사람이 죽은 것으로 추산된다.
분쟁으로 인해 발생한 희생자의 절대 다수는 민간인이다. 분쟁에 참여중인 모든 세력은 민간인 살해에 책임이 있다. 페루 분쟁은 콜롬비아 분쟁, 과테말라 내전에 이어 세 번째로 긴 라틴아메리카 분쟁이다.